# YBCジュニア放送局 君にVキュン
『YBCジュニア放送局 君にVキュン』（ワイビーシージュニアほうそうきょく きみにブイキュン）は、1984年4月2日から1985年3月29日まで山形放送（YBCテレビ）で月曜から金曜の17:30 - 18:00（JST）に放送されていた山形県内の小中学生をターゲットにしたローカル生情報バラエティ番組。

## 司会
- 芳賀道也（当時山形放送アナウンサー）
- 小国みゆき（当時山形放送アナウンサー）

## 概要
『YBCワイド60』内に組み込まれた小中学生向けの情報コーナー「ジュニア放送局 君にVキュン」を独立させて放送開始。番組タイトルの「君にVキュン」は、YMOが歌った1983年の楽曲「君に、胸キュン。」の "胸" の字を「勝利」等を意味する「VICTORY」の "V" に変換したものである。「ジュニア放送局」というタイトルが示すとおり、全編小中学生主役によるバラエティであった。番組オープニングは県内小中学生の各クラスが、「3、2、1、スタート!」というコールを掛け、そこでオープニングの映像（山形県の形状をバックにワイプを表示）が映し出されて始まった。

## 主なコーナー
- NON STOP MICHIYA
- NON STOP MIYUKI

※以上のコーナーについては、番組MCの芳賀と小国が体験リポートをするという内容であった。
- ワールド・クイズ（現在の『ピヨ卵ワイド』でいう「1万円クイズ」「クイズ5555」的なコーナー。）

ほか。

## 「君に、Vキュン」のポーズ
- 「君に」…人差し指を指す。
- 「V」…ピースサイン（Vサイン）をつくる。
- 「キュン」…上のサインを反転させる。

※番組に出演した小中学生は、決まってこのポーズをさせられた。番組MCの芳賀と小国もしていた。

## 補足
キー局の日本テレビでは、1984年夏頃にロサンゼルスオリンピックの中継があり、当時17時台に福留功男（当時の日本テレビアナウンサー）司会の番組「ロサンゼルスオリンピックハイライト」を全国ネットで編成していた。それに合わせ、この『君にVキュン』もロス五輪ハイライトO.A.期間中は17:55 - 18:00の5分間に短縮し、『ミニミニVキュン』と題して放送されていた。内容もロス五輪に合わせたもので、関連のクイズが毎日出題された。

## 関連番組
- YBC6時です
- YBCワイド60
- ピヨピヨ卵ばくだん→ピヨ卵ワイド430

| 山形放送（YBCテレビ） 平日17:30 - 18:00枠  | 山形放送（YBCテレビ） 平日17:30 - 18:00枠 | 山形放送（YBCテレビ） 平日17:30 - 18:00枠                    |
| 前番組                                     | 番組名                                    | 次番組                                                       |
| ------------------------------------------ | ----------------------------------------- | ------------------------------------------------------------ |
| YBCワイド60                                | YBCジュニア放送局 君にVキュン             | 日本テレビ・テレビ朝日・TBS・テレビ東京系列 アニメ枠時差放送 |
| 山形放送（YBCテレビ） 平日夕方の情報番組枠 |                                           |                                                              |
| YBCワイド60                                | YBCジュニア放送局 君にVキュン             | ピヨピヨ卵ばくだん                                           |